# Joseph Gérard
Joseph Gérard (Bouxières-aux-Chênes, 12 marzo 1831 – Roma del Lesotho, 29 maggio 1914) è stato un missionario francese della congregazione dei missionari oblati di Maria Immacolata, attivo presso i Basotho dell'Africa del sud. Fu beatificato da Giovanni Paolo II nel 1988.

## Biografia
Primo dei cinque figli di una coppia di modesti contadini, studiò presso le Suore della Dottrina Cristiana che dirigevano la scuola comunale del suo paese, quindi, grazie al sostegno economico del suo parroco, nel seminario minore di Pont-à-Mousson e nel seminario maggiore di Nancy: desiderando dedicarsi alle missioni, nel 1851 lasciò il seminario per entrare nel noviziato degli Oblati di Maria Immacolata a Notre-Dame-de-l'Osier.
Dopo l'ordinazione diaconale Eugène de Mazenod, arcivescovo di Marsiglia e superiore della congregazione, lo scelse per le missioni nel Natal: durante il viaggio fece tappa alle Mauritius, dove ebbe modo di conoscere Jacques-Désiré Laval.
Fu ordinato sacerdote da Jean-François Allard, vicario apostolico del Natal, il 19 febbraio 1854 a Pietermaritzburg.
Si dedicò inizialmente alle missioni presso gli Zulu; poi, con il permesso di Moshoeshoe I, iniziò l'evangelizzazione del Basotholand.
Morì nel villaggio di Roma, da lui fondato presso Maseru.

## Culto
La causa fu introdotta il 1º marzo 1965 e il 13 novembre 1976 papa Paolo VI fece promulgare il decreto sulle virtù eroiche di padre Gérard, che divenne venerabile.
Il 1º giugno 1987 la Santa Sede riconobbe l'autenticità di un miracolo attribuito alla sua intercessione e papa Giovanni Paolo II lo proclamò beato nell'ippodromo di Maseru il 15 settembre 1988, durante il suo viaggio apostolico in Africa.
Il suo corpo si venera nella chiesa dell'Immacolate Conception di Roma, in Lesotho.
Il suo elogio si legge nel Martirologio romano al 29 maggio.